# Lara Stone
Lara Stone (ur. 20 grudnia 1983 w Geldrop w Holandii) – holenderska modelka znajdująca się na 4 miejscu najlepszych modelek dekady według Vogue Paris.
W wieku 13 lat wyjechała z rodzicami na wakacje do Paryża, gdzie zainteresował się nią przedstawiciel agencji. Mając 15 lat wzięła udział w konkursie Elite Model Look w rodzinnej Holandii. Gdy miała 16 lat, została wyrzucona ze szkoły za złe zachowanie. Przerwawszy edukację, mogła całkowicie poświęcić się pracy modelki. Wyjechała wtedy do Paryża, jednak świat mody nie stał przed nią otworem. W 2006 postanowiła rzucić modeling, jednak jej chłopak namówił ją do zmiany agencji. Podpisała kontrakt z agencją IMG po czym kariera nabrała tempa.
Współpracowała z takimi domami mody jak: Louis Vuitton, Chanel, Prada, Victoria’s Secret, Givenchy, H&M, Dolce & Gabbana, Hugo Boss, Fendi, Jil Sander, Karl Lagerfeld, Emanuel Ungaro, Calvin Klein, Stella McCartney, Balmain czy Marc Jacobs. Pojawiała się na wielu okładkach prestiżowych magazynów takich jak: Vogue, i-D czy Elle.
Zmagała się z alkoholizmem.
16 maja 2010 poślubiła angielskiego aktora i komika, Davida Walliamsa. 9 września 2015 komik wniósł pozew o rozwód. Małżeństwo zostało rozwiązane 6 tygodni po złożeniu pozwu.
Ma brytyjskie pochodzenie.